# Herb gminy Harasiuki
Herb gminy Harasiuki – jeden z symboli gminy Harasiuki, ustanowiony 9 października 2002.

## Wygląd i symbolika
Herb przedstawia na tarczy dzielonej w rosochę w polu górnym na złotym tle czerwone godło z herbu Jelita (nawiązanie do rodu Zamojskich), w polach dolnych na zielonym tle z lewej strony dwa złote grzyby w słup, z prawej strony natomiast złoty świerk (oba pola symbolizują przyrodę gminy). 